# Aulo Sempronio Atratino
Aulo Sempronio Atratino  fue un político y militar romano del siglo V a. C. perteneciente a la gens Sempronia.

## Familia
Atratino fue miembro de los Sempronios Atratinos, una rama familiar patricia de la gens Sempronia. Fue padre de Aulo Sempronio Atratino y Lucio Sempronio Atratino.

## Carrera pública
Fue elegido cónsul en los años 497 y 491 a. C., en ambos casos su colega fue Marco Minucio Augurino.
En su primer consulado consagró el templo de Saturno en el Foro. Tito Livio lo relaciona con el establecimiento de las Saturnalia. En el segundo consulado hubo de hacer una importación de grano muy importante por la falta de abastecimientos y el senador Cayo Marcio Coriolano, que quería cobrárselo a la plebe, fue condenado al exilio.
Dionisio de Halicarnaso informa que Atratino fue prefecto de la Ciudad cuando tuvo lugar la batalla del Lago Regilo (498 o 496 a. C.). Según el mismo autor, fue el primero en ejercer el cargo de interrex de la República en el año 482 a. C.